# Dipoldismo
O formalmente denominado dipoldismo (alemão: Dippoldismus) é uma parafilia que consiste em obter prazer sexual a partir de golpear ou submeter a castigos físicos crianças.
O termo em questão foi cunhado em princípios do século XX a partir do sobrenome de Andreas Dippold, que trabalhava como um professor de escola alemã. Dippold, que era um sádico sexual, em 1903 golpeou o seu aluno Heinz Koch até a sua morte.